# Поезика
Поезика је фестивал ауторске музике која настаје у региону сачињеном од држава некадашње СФРЈ. Основан је у Новом Саду, а први пут је приређен у јуну 2013. године. Редовна издања фестивала одржавају се сваке године почетком јуна у Културном центру Новог Сада. Повремено се организују и посебна издања фестивала. Сви програми Поезике су бесплатни.

## О фестивалу
Организатори Поезику описују као фестивал „окренут првенствено кантауторима, аутентичним музичким и песничким личностима, али и бендовима којима текстови нису мање важни од музике”.
Редовна издања Поезике трају два до три дана, а централни део њиховог програма чине концерти. Концертни програм отварају наступи победника конкурса за посебне актере фестивала, а затим на сцену излазе и ревијални извођачи.
Важан део фестивала представљају и креативно-едукативне радионице. На њима се остварује сарадња између младих талената и већ афирмисаних уметника и стручњака из области музике.
Пратећи програм фестивала употпуњују још и књижевна представљања, пројекције музичких документарних филмова и изложбе фотографија.
Покретачи Поезике су Наташа Пајовић и Милош Зубац. Фестивал је добио име по збирци песама коју је Зубац објавио 2003. године.

## Конкурс за посебне актере фестивала
Редовним издањима Поезике претходи конкурс за посебне актере фестивала. Право учешћа на њему имају музичари који изводе искључиво ауторске песме, уз пратњу једног инструмента. Проглашавају се два победника конкурса — једног бира стручни жири, а о другом одлучују гласови публике на сајту фестивала. Победници конкурса добијају прилику да својим наступима отворе фестивалске вечери предстојеће Поезике.

### Списак победника
| Година | Избор стручног жирија | Гласови публике    | Изв.  |
| ------ | --------------------- | ------------------ | ----- |
| 2014.  | Сара Ренар            | Мариголд           | [ 5 ] |
| 2015.  | Јовановић             | Мирјана Маринковић | [ 6 ] |
| 2016.  | Ким Тамара            | Немања Нешић       | [ 7 ] |
| 2017.  | Србија                | Марко Бабовић      | [ 8 ] |
| 2018.  | Били Џоун             | Христина           | [ 9 ] |
| 2019.  | Џеј Ар Огаст          | Милан Богдановић   | [ 9 ] |

## Редовна издања фестивала
| Година | Датум   | Учесници                                                                        | Изв.   |
| ------ | ------- | ------------------------------------------------------------------------------- | ------ |
| 2013.  | 7. јун  | Исидора Миливојевић Катарина Јуванчич и Дејан Лапоња Милан Кораћ и Шинобуси     | [ 10 ] |
| 2013.  | 8. јун  | Нови одметници и песници додира Нина Ромић Оловни плес                          | [ 10 ] |
|        |         |                                                                                 |        |
| 2014.  | 6. јун  | Сара Ренар Горибор                                                              | [ 5 ]  |
| 2014.  | 7. јун  | Мариголд Невјерни Томо Дамир Имамовић                                           | [ 5 ]  |
|        |         |                                                                                 |        |
| 2015.  | 5. јун  | Јовановић Свемир                                                                | [ 6 ]  |
| 2015.  | 6. јун  | Мирјана Маринковић Телемама Крис Екман + Бернард Коговшек                       | [ 6 ]  |
|        |         |                                                                                 |        |
| 2016.  | 3. јун  | Ким Тамара Ти Ана Ћурчин                                                        | [ 7 ]  |
| 2016.  | 4. јун  | Немања Нешић Краљ Чачка                                                         | [ 7 ]  |
| 2016.  | 5. јун  | Дијана Стена Диванхана                                                          | [ 7 ]  |
|        |         |                                                                                 |        |
| 2017.  | 9. јун  | Милош Зубац, Немања Нешић и Милан Кораћ                                         | [ 8 ]  |
| 2017.  | 10. јун | Марко Бабовић                                                                   | [ 8 ]  |
|        |         |                                                                                 |        |
| 2018.  | 8. јун  | Били Џоун Туристи                                                               | [ 9 ]  |
| 2018.  | 9. јун  | Христина Ирена Жилић Битипатиби                                                 | [ 9 ]  |
|        |         |                                                                                 |        |
| 2019.  | 8. јун  | Џеј Ар Огаст Катарина Пејак                                                     | [ 9 ]  |
| 2019.  | 9. јун  | Никола Нешковић и Иван Чкоњевић (+ Милош Зубац и Милена Зубац) Милан Богдановић | [ 9 ]  |

## Посебна издања фестивала
| Година | Датум      | Место                                 | Учесници                          | Изв.  |
| ------ | ---------- | ------------------------------------- | --------------------------------- | ----- |
| 2016.  | 7. јун     | Котор Културни центар Никола Ђурковић | Милош Зубац Исидора Миливојевић   | [ 7 ] |
|        |            |                                       |                                   | [ 7 ] |
| 2018.  | 13. јануар | Нови Сад Културни центар Новог Сада   | Сара Ренар Ана Ћурчин             | [ 8 ] |
|        |            |                                       |                                   | [ 8 ] |
| 2018.  | 22. јун    | Котор Пјаца од кина                   | Краљ Чачка Марко Томаш Феа        | [ 9 ] |
| 2018.  | 23. јун    | Котор Пјаца од кина                   | Сара Ренар Димитрије Димитријевић | [ 9 ] |